# Rue Émile-Deutsch-de-La-Meurthe
La rue Émile-Deutsch-de-La-Meurthe, anciennement section sud de la rue Nansouty, est une voie publique du 14e arrondissement de Paris, en France.

## Situation et accès
Cette voie débute rue Nansouty et se termine au 30, boulevard Jourdan.

## Origine du nom
La voie porte le nom du fondateur de la Cité Universitaire Émile Deutsch de la Meurthe. 

## Historique
Par arrêté du 2 octobre 1924, la partie de la rue Nansouty comprise entre la rue du Parc-de-Montsouris et le boulevard Jourdan est détachée pour former la rue Émile-Deutsch-de-La-Meurthe.

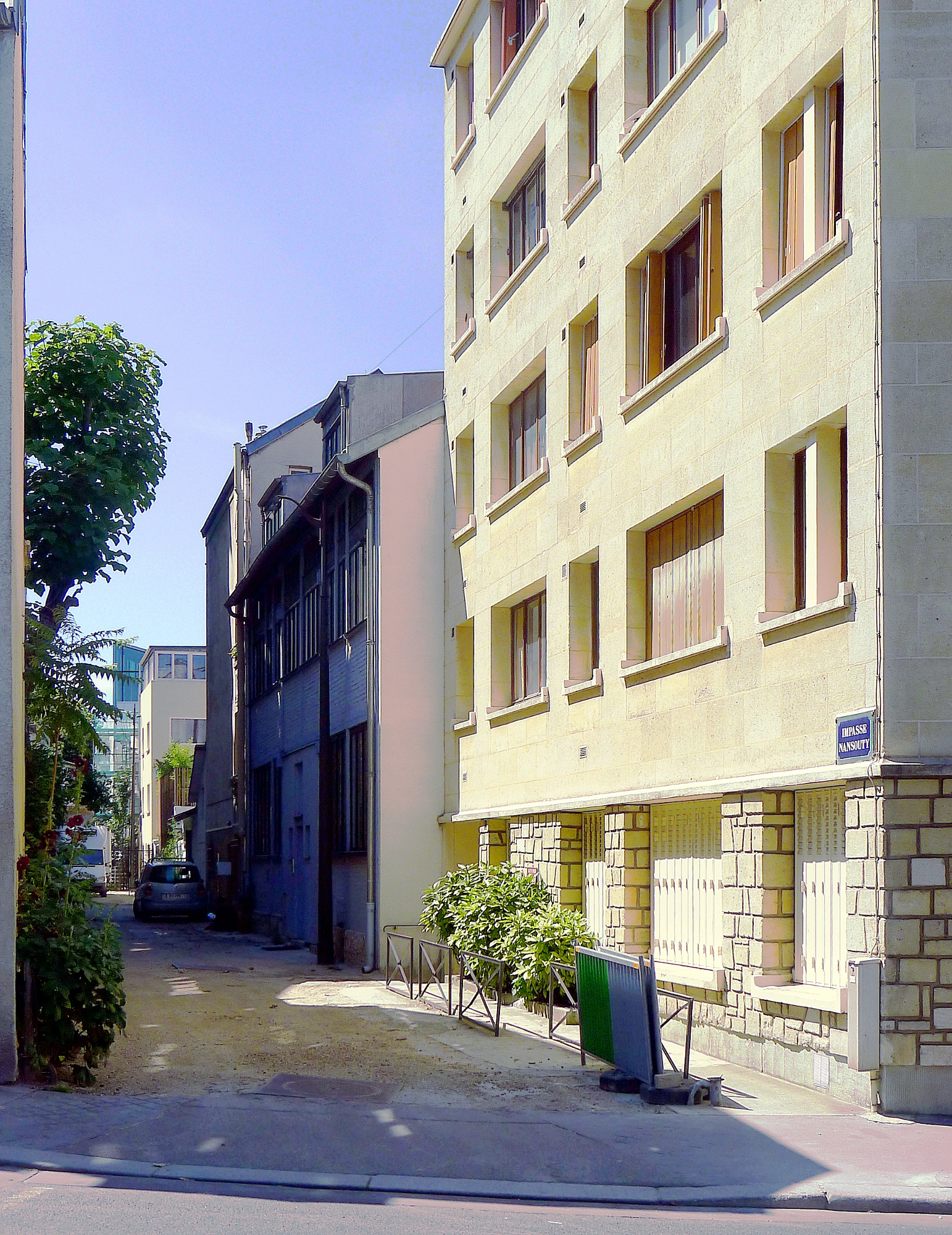
Entrée de l'impasse Nansouty.
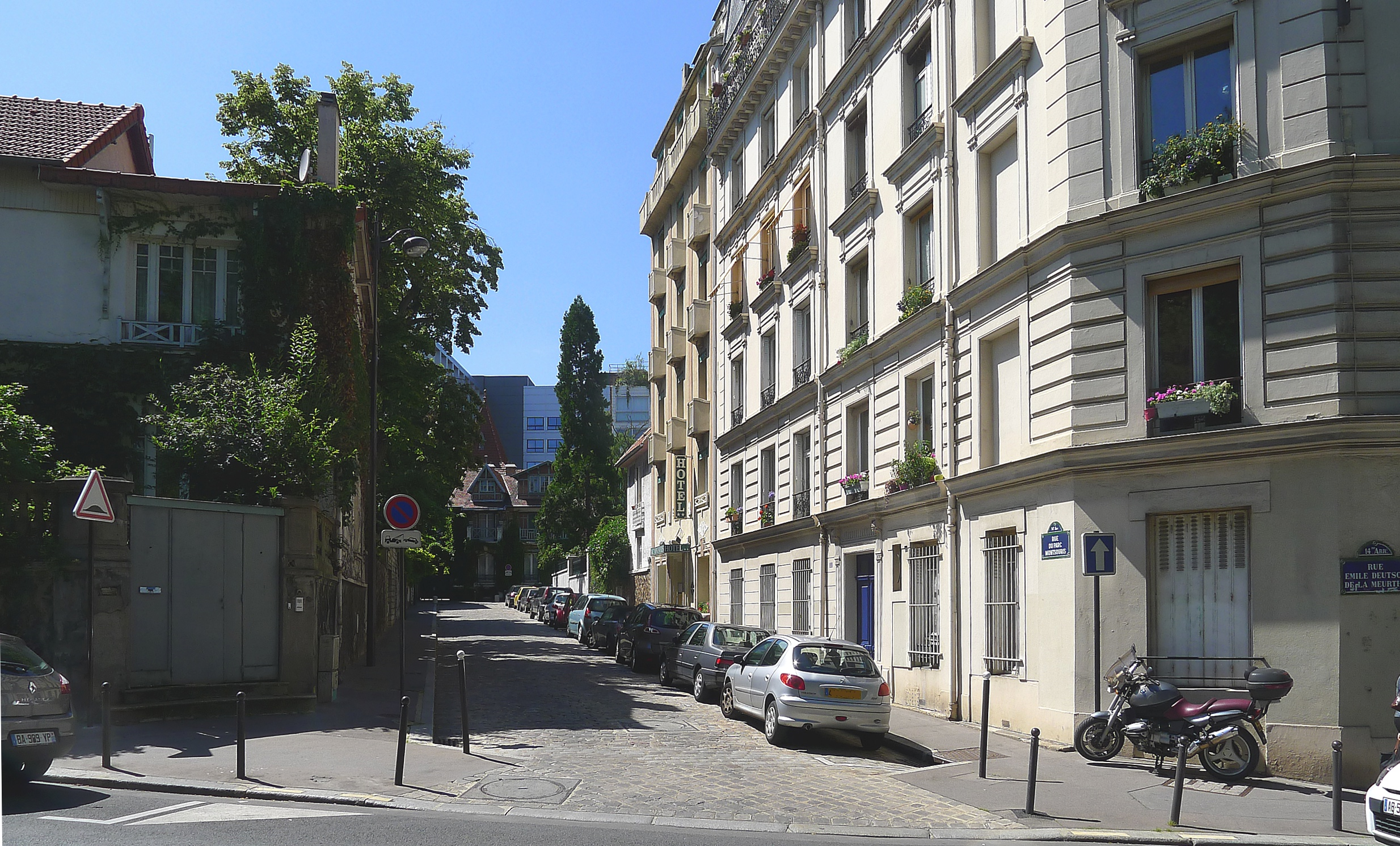
Une des entrées de la rue du Parc-de-Montsouris.

## Bâtiments remarquables et lieux de mémoire
- No 17 : pavillon, à l’intérieur du parc Montsouris, destiné au fonctionnement du parc et attribué à Gabriel Davioud. Il bénéficie de la protection patrimoniale du 14e arrondissement[2].